# 格但斯克造船厂
格但斯克造船厂（波蘭語：Stocznia Gdańsk）是位于波兰格但斯克的一个大型造船厂。此船厂由于1980年波兰团结工会的建立而在全世界得名。

## 簡介
1945年6月14日，由蘇聯扶持的波蘭工人黨政府下屬的工業部海事司執行對轉移蘇聯接管的造船廠管轄與重整，此任務在同年的8月30日完成。在但澤自由市與納粹德國佔領時代，當地共開設了11間造船廠，最後保留了4間：
- 第1造船廠：前但澤希肖船廠（英语：Schichau Seebeckwerft）[1]
- 第2造船廠：前但澤造船廠（英语：Danziger Werft）
- 第3造船廠：前普爾澤雷布卡機車廠
- 第4造船廠：前Wojana造船廠

戰後初期，格但斯克造船廠主要業務包括維修與拆解在但澤港內損壞的船舶，同時也承攬聯合國善後救濟總署援助波蘭的鐵路機車、列車、卡車組裝與製造。
1947年10月19日，波蘭人民共和國將第1與第2造船廠合併為格但斯克造船廠，第3造船廠則改名為北方造船廠，在製造分工上，格但斯克造船廠主要負責海船建造，北方造船廠負責內和運輸船隻建造。
1967年4月15日，格但斯克造船廠改名為格但斯克列寧造船廠。此冠名直到波蘭民主化運動後取消，在波蘭共和國成立後，格但斯克造船廠從純國營公司轉換為股份有限公司，其中65%股份為國家持股，35%為員工持股。
1990年代，因波蘭經濟狀況惡化，且缺乏船隻訂單，1996年8月8日格但斯克地方法院宣布格但斯克造船廠破產清算，其員工也從全盛期的15,760人降低至數千人。在拋售大量部份資產與國家持股後，格但斯克造船廠在1998年恢復運作，其業務也從船舶製造、修理擴張到鋼構產品（橋梁結構、海上平臺等）製造。
2003年，烏克蘭頓巴斯工業聯盟收購了格但斯克造船廠75%持股，波蘭政府從2018年起持續從該公司購回格但斯克造船廠股票，目前波蘭政府持有該造船廠50%股份。
從1946年至1989年，格但斯克造船廠生產了1千餘艘船隻，包括了遠洋漁船、散貨船、油輪、軍艦等。

## 图片

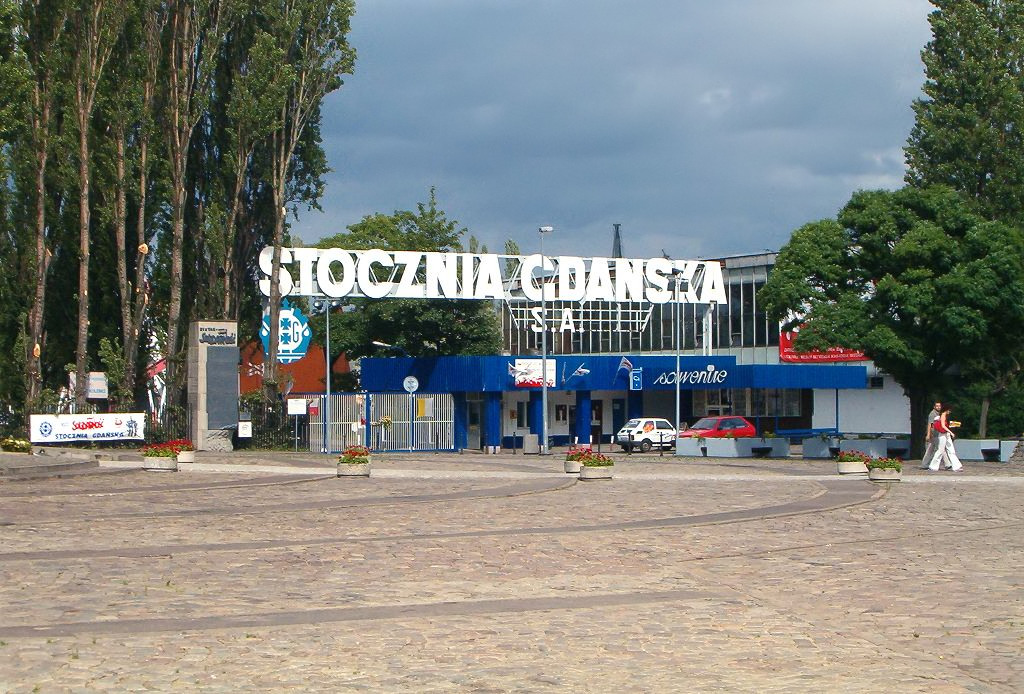
大门
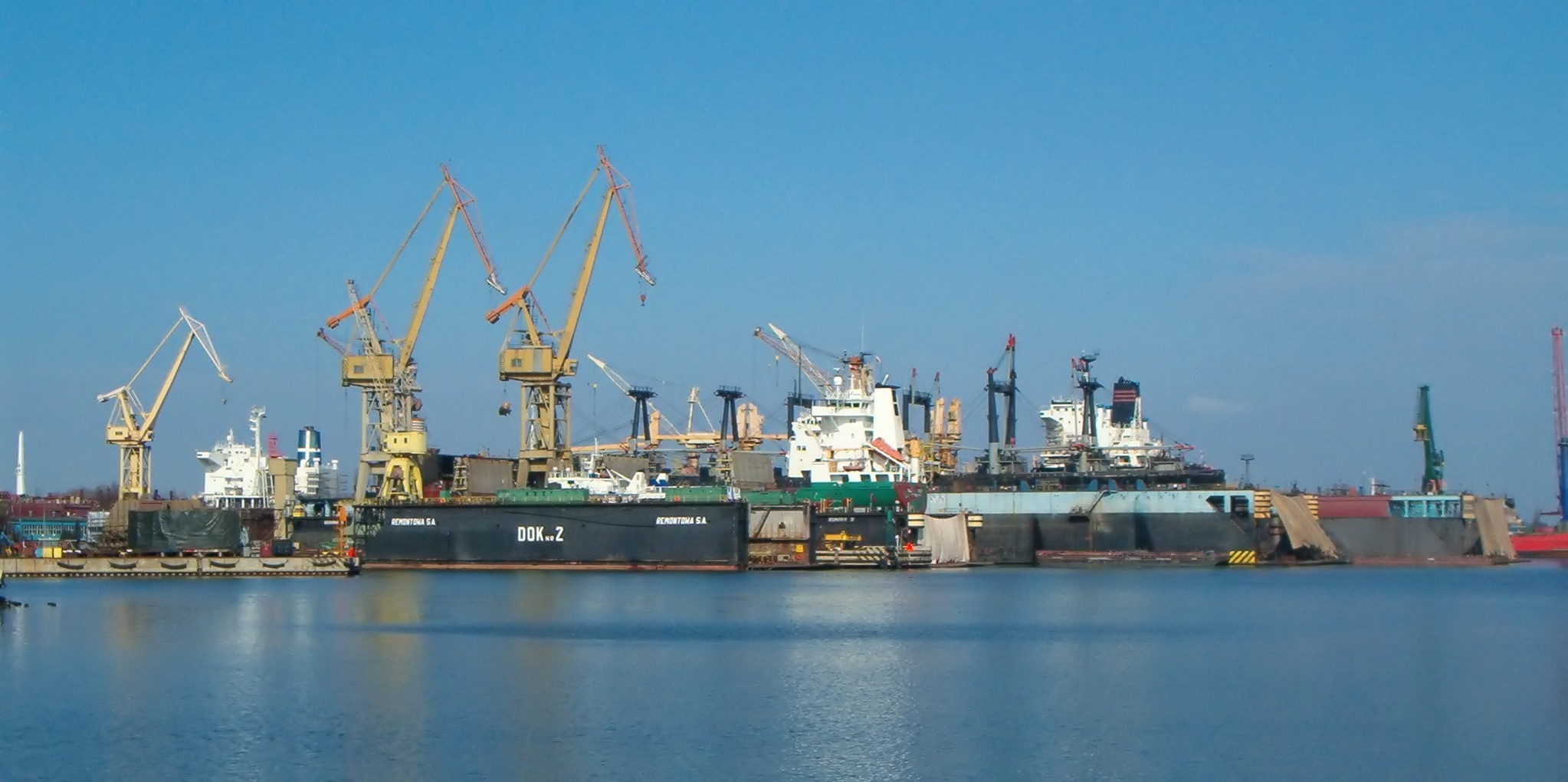
码头
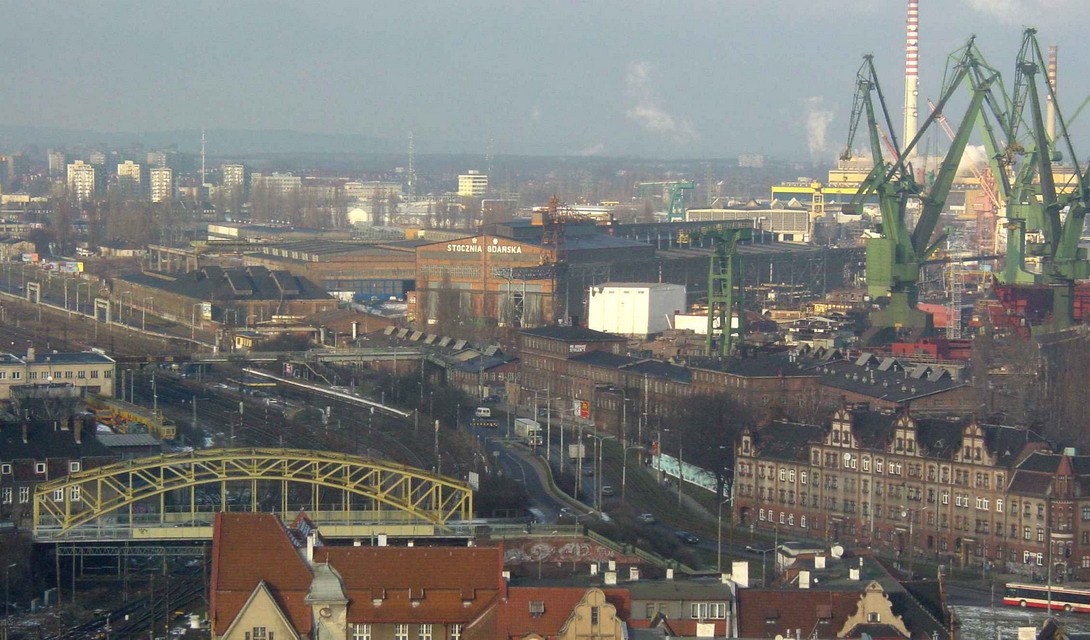
格但斯克船厂
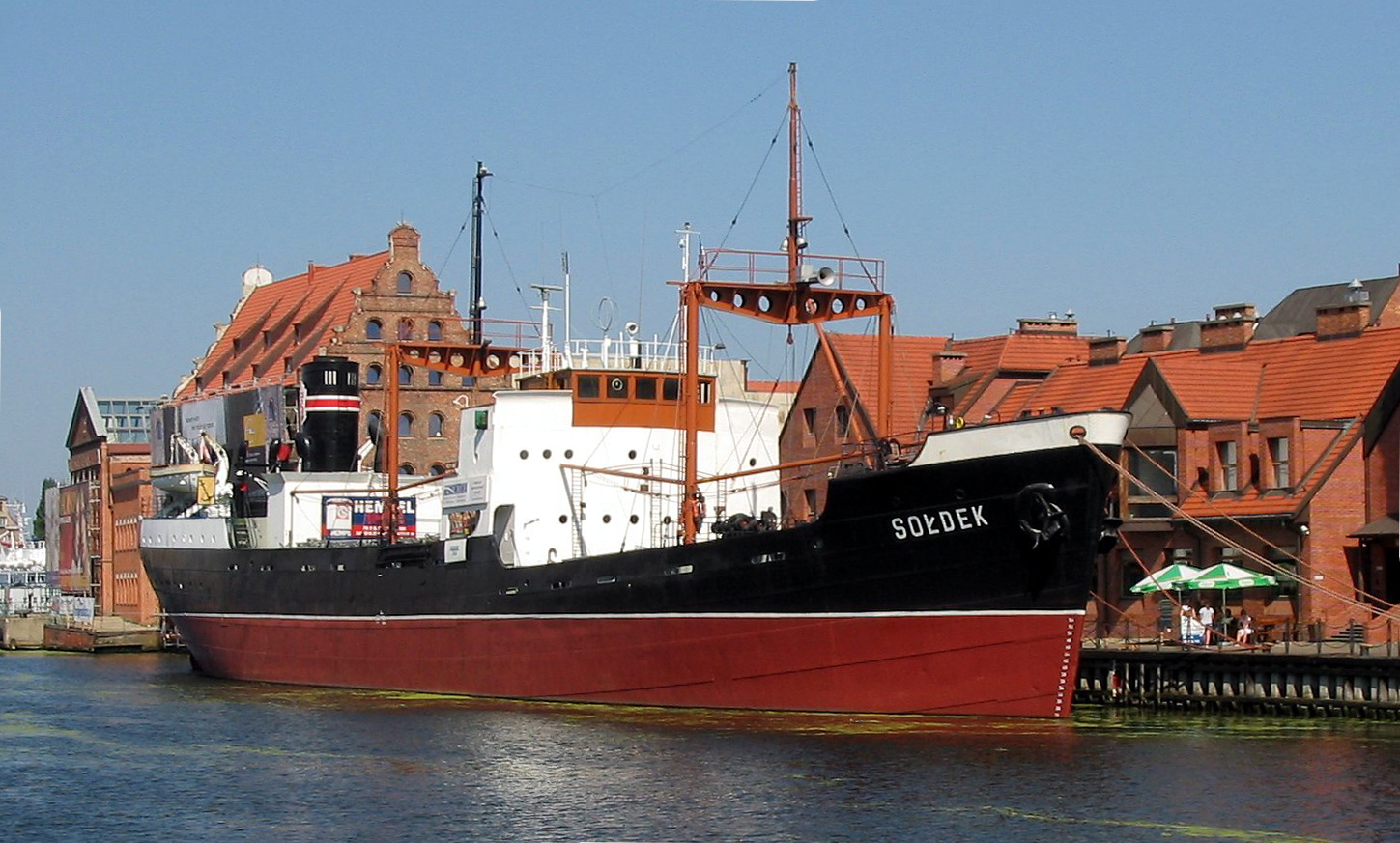
博物馆

54°22′34″N 18°38′56″E / 54.37623°N 18.64877°E